# イェーダーマン
『イェーダーマン』（Jedermann）は、フーゴ・フォン・ホーフマンスタール作の演劇。1912年初演。15世紀末にイギリスで始まった道徳劇のジャンルに属する寓話的な作品で、ハンス・ザックスによる16世紀の作品『富める人の劇』を下敷きにして作られている。「イェーダーマン」（Jedermann）は「あらゆる人」の意で、すべての人間の代表であることを意味する（英語ではこの劇は「エヴリマン」〈everyman〉と訳される）。
主人公イェーダーマンは壮年の富裕な男性で、日々金儲けにあくせくしている人物である。隣人の貧者にわずかに施しをする程度の慈悲心は持ち合わせているが、金を返せなかった債務者の懇願は冷たくあしらい、母からはもっと信仰に深い生活をするようにと説教される。その日、イェーダーマンは知人や恋人を招いて大宴会を催すが、不意に鐘が鳴り、彼を連れてゆくために死神が現われる。イェーダーマンは友人や恋人に助けを求めるが誰も同行しようとせず、金の神（マモン）からもすげなくされる。そこにやせ細った女性の姿の「善行」が現われて、姉の「信仰」を呼び、イェーダーマンの信仰を確かめる。イェーダーマンは祈り、悪魔に対して善行と信仰、天使に身を守られながら、晴れ晴れとして墓の中に入ってゆく。
この劇は1912年、マックス・ラインハルトの演出によりベルリンのシューマン・サーカスにて初演された。1920年、ホーフマンスタールは中世ヨーロッパの中心地であったザルツブルクでのフェスティバルを計画、リヒャルト・シュトラウスとラインハルトの協力を得て、8月22日に大寺院前広場にて野外劇として演じられた『イェーダーマン』によってこのフェスティバルが開幕した。以後ザルツブルクでは現在にいたるまで『イェーダーマン』の野外上演が毎年の恒例行事となっている。